# Bankcsapda
A Bankcsapda (eredeti cím: Flypaper) 2011-ben bemutatott amerikai bűnügyi-vígjáték, melyet Rob Minkoff rendezett, valamint Jon Lucas és Scott Moore írt. A főszerepben Patrick Dempsey és Ashley Judd. A film 2011. augusztus 19-én jelent meg.

## Cselekmény
Nem sokkal zárás előtt Tripp egy százdolláros bankjegyet akar érmékre váltani a banki alkalmazott Kaitlinnél, a Credit International Bank-ot egyszerre két különböző banda próbálja kirabolni, akik kihasználnak egy pillanatnyi biztonsági rést. Míg két vidéki pojáca, „Zselé” és „Mogyoróvaj” csak a pénzt akarják az ATM-ekből, addig a három profi felszerelésű bankrabló, Weinstein, Gates és Darrien a páncélterem tartalmára pályázik.
Egymás útjába kerülnek, és lövöldözés alakul ki, amit csak Tripp közbelépése szakít félbe, és az a kérdés, hogy miért nem a saját céljukra koncentrálnak egymás helyett.
A bank biztonsági rendszere a nap végén lezárja az ajtókat, emiatt a bent lévők pillanatnyilag nem tudnak kimenekülni.
A bank egyik ügyfele már holtan fekszik a padlón. A két bankrabló csoport úgy dönt, hogy mivel különböző célpontokat követnek, nem fogják egymás köreit zavarni, miközben a bank alkalmazottait és ügyfeleit túszul ejtik.
Tripp agya azonban nem áll meg, és elemző képességei egyre több nyomot ragadnak meg a bankrablással, az egyik ügyfél halálával és hátterével kapcsolatban. Egyik bankrablás sem úgy zajlik, ahogyan tervezték, és további emberek halnak meg.
Kiderül, hogy az első áldozat egy beépített FBI-ügynök volt, majd Weinstein, az informatikai biztonsági szakértő és Darrien is meghal. Mindannyian részt vettek egy összeesküvésben, amelyet valószínűleg a legkeresettebb bankrabló, „Dob” tervezett. Amikor Tripp rájön, hogy egy további, addig ismeretlen személynek kellett megölnie a többieket, arra a következtetésre jut, hogy ez Dob lehetett. Mindannyian felfegyverkeznek és gyanakodnak egymásra. Elemzői képességei miatt Tripp az első, akit meggyanúsítanak, ezért rálőnek. Eloltja a lámpákat, eközben Dob újabb célpontok után kutat. Ezután a gyanú a bankigazgató Gordon Blythe-ra terelődik, akit emiatt lelőnek.
Amikor a bankigazgató már halott, Kaitlin átadja „Zselé”-nek és „Mogyoróvaj”-nak a két pénzeszsákot, így azok boldogan elmenekülnek, mivel addigra ki lehet nyitni az ajtókat.
Röviddel ezután megjelenik a rendőrség, hogy kivizsgálja az ügyet. A túszokat elengedik, és Kaitlin eljegyzési ajándékait kiviszik a bankból a Mercedeséhez. De Tripp már ott várakozik, miután saját maga számára megoldotta az ügyet és rájött Kaitlin tervére. Ő a körözött bankrabló, Alexis Black, aki felvetette magát pénztárosnak a bankfiókba, megrendezett egy drága esküvőt, rablást tervezett, a pénzt pedig a csinos ajándékcsomagokba rejtette, és most az állítólagos nászútjára indul. Tripp elhatározza, hogy csatlakozik hozzá.

## Szereplők
| Szerep                         | Színész             | Magyar hang      |
| ------------------------------ | ------------------- | ---------------- |
| Tripp                          | Patrick Dempsey     | Széles Tamás     |
| Kaitlin, pénztáros a bankban   | Ashley Judd         | Bertalan Ágnes   |
| Billy Ray „Mogyoróvaj” McCloud | Tim Blake Nelson    | Schnell Ádám     |
| D'arriens (DMX)                | Mekhi Phifer        | Kálid Artúr      |
| Gates                          | Matt Ryan           | Bozsó Péter      |
| Gordon Blythe                  | Jeffrey Tambor      | Konrád Antal     |
| Weinstein                      | John Ventimiglia    | Csankó Zoltán    |
| Wyatt „Zselé” Jenkins          | Pruitt Taylor Vince | Kerekes József   |
| Mitchell Wolf                  | Curtis Armstrong    | Kapácsy Miklós   |
| Rex Newbauer                   | Rob Huebel          | Mesterházy Gyula |
| Mr. Clean                      | Adrian Martinez     | Háda János       |
| Swiss Miss                     | Natalia Safran      | Bárány Virág     |
| Madge Wiggins                  | Octavia Spencer     | Makay Andrea     |
| Jack Hayes                     | Eddie Matthews      | nem beszél       |

## Filmkészítés
A film forgatókönyvírója Jon Lucas és Scott Moore, akik a Másnaposok forgatókönyvét is írták. A rendező Rob Minkoff, a jól ismert Oroszlánkirály társ-rendezője. A forgatásra 2010 júniusában került sor a louisianai Baton Rouge-ban. A nyitó animációs szekvenciákat Geefwee Boedoe készítette. Boedoe tervezte a film teljes animálását, és mivel Minkoff annyira élvezte az animációt, úgy döntött, hogy ezt felhasználja a kész projektben.

## Fogadtatás
A Rotten Tomatoes-on a film 16%-ot ért el, 19 kritikus véleménye alapján.
Az IMDB-n 6,4 pontot kapott 31.992 néző szavazata alapján, ami jó eredménynek számít.

## Fordítás
- Ez a szócikk részben vagy egészben  a   Flypaper (2011 film) című angol Wikipédia-szócikk fordításán alapul.  Az eredeti cikk szerkesztőit annak laptörténete sorolja fel. Ez a jelzés csupán a megfogalmazás eredetét és a szerzői jogokat jelzi, nem szolgál a cikkben szereplő információk forrásmegjelöléseként.
- Ez a szócikk részben vagy egészben  a   Flypaper – Wer überfällt hier wen? című német Wikipédia-szócikk fordításán alapul.  Az eredeti cikk szerkesztőit annak laptörténete sorolja fel. Ez a jelzés csupán a megfogalmazás eredetét és a szerzői jogokat jelzi, nem szolgál a cikkben szereplő információk forrásmegjelöléseként.